# La Mutinerie (bar)
Ne doit pas être confondu avec La Mutinerie.
Pour les articles homonymes, voir Mutinerie (homonymie).
La Mutinerie est un bar lesbien anarchiste autogéré situé 176-178 rue Saint-Martin, dans le 3e arrondissement de Paris. Ouvert en 2014, il est un des lieux majeurs de la culture lesbienne à Paris. Il accueille des DJ-sets le weekend et propose de nombreuses activités culturelles, associatives, artistiques et militantes en semaine.

## Présentation
Fondé en 2012, La Mutinerie ouvre en 2014 dans le 3e arrondissement de Paris, rue Saint-Martin, entre les stations Rambuteau et Étienne Marcel,,. Bar lesbien, La Mutinerie devient l'un des lieux clefs de la culture lesbienne à Paris,. La Mutinerie est fréquentée à 70 % par des lesbiennes et des personnes transgenres, et à 30 % par des hommes gays.

### Activités
La Mutinerie se présente comme un « bar féministe par et pour les meufs, gouines, biEs, queers et/ou trans » et un lieu hybride. Le weekend, le bar propose une programmation musicale de type DJ-set. En semaine sont organisés des ateliers, des cours d’autodéfense féministe, des performances, des événements de tatouage flash, ainsi que des drag shows,,. La Mutinerie met également son local à disposition d'associations telles que Acceptess-T et OUTrans, et dispose d'une bibliothèque LGBT.

### Gestion financière et administrative
En 2013, suite au rachat collectif du Unity Bar, renommé La Mutinerie, le bar passe en autogestion, faisant de l'établissement un lieu queer anarchiste,. Ce mode de fonctionnement est revendiqué comme un moyen de rendre l'espace plus accessible à une « communauté souvent précarisée ». 
Du fait de son organisation collective, La Mutinerie est régulièrement menacée de fermeture. En décembre 2017, suite à une série de plaintes déposées par le voisinage, la préfecture de police interdit au bar la diffusion de musique amplifiée à moins de mettre en place une isolation phonique,. Cette décision pèse sur le chiffre d'affaires du bar, dont 80 % proviennent des soirées musicales du weekend. Suite à une cagnotte en ligne et avec l'aide de la mairie de Paris, des travaux d'insonorisation sont réalisés en mars 2018, permettant une réouverture en avril de la même année.
En septembre 2024, le collectif de gestion de La Mutinerie annonce que le lieu est à nouveau menacé de fermeture, à cause d'une grande précarité financière entraînée par les travaux de 2018, la pandémie de Covid-19 et les Jeux Olympiques d'été de 2024,,. Il risque une liquidation judiciaire. Une forte mobilisation de la communauté LGBT est mise en place pour soutenir le bar, et plusieurs soirées de soutien sont organisées. Le 28 novembre 2024, le tribunal de commerce de Paris suspend la mise en vente du lieu pour poursuivre une procédure de redressement judiciaire,,.
En parallèle du redressement judiciaire, La Mutinerie monte en 2024 une structure associative, afin de se rendre éligible à des subventions pour soutenir la rémunération des artistes et intervenants.